# Roberto Opazo Castro
Roberto Opazo Castro (* 1. Februar 1943 in Santiago de Chile) ist ein chilenischer Psychologe,  Psychotherapeut und Hochschullehrer. Er hält einen Lehrstuhl an der Medizinischen Fakultät der Universidad de Chile, war Mitgründer und ist der erste Direktor der Revista Terapia Psicológica.
Psychologiestudium und Doktorat absolvierte er an der Universidad Católica de Chile und an der Universidad Nacional de San Luis in Argentinien. Danach gründete er das erste Wissenschaftliche Forschungszentrum der Entwicklungspsychologie in Chile und schuf das Chilenische Institut für integrative Psychotherapie, als dessen Direktor er seit 1983 am Supraparadigma Integrativo arbeitet. Sein Institut arbeitet auch mit dem Comité Olímpico de Chile zusammen.
Neben seiner Professur hält er außerdem Lehraufträge an renommierten Universitäten in Chile, Ecuador und Argentinien. Heute wird Opazo Castro regelmäßig zu Vorlesungen und Vorträgen in ganz Latein- und Nordamerika sowie nach Schweden und Österreich eingeladen. Er leitet nicht nur die Revista Terapia Psicológica, sondern ist auch Mitherausgeber und Autor zahlreicher nationaler und internationaler Fachzeitschriften. Außerdem fungiert er als Wissenschaftlicher Beirat der Federación Latinoamericana de Psicotherapia im World Council for Psychotherapy und war 2001 Programmdirektor des 17. Weltkongresses der Society for the Exploration of Psychotherapy Integration.

## Wichtige Auszeichnungen
- 1987 Premio Sergio Yulis, verliehen von der Sociedad Chilena de Psicologia Clinica
- 1994 Premio Colegio de Psicólogos de Chile, verliehen vom Colegio de la Orden
- 2005 Internationaler Sigmund-Freud-Preis für Psychotherapie der Stadt Wien

Außerdem ist Castro mehrfaches Ehrenmitglied verschiedener lateinamerikanischer Fachverbände.

## Wichtige Publikationen
- (Hrsg.:) Los Afectos en la Prácita Clínica, 1988
- (Hrsg.:) Integración en Psicotherapia, 1992
- In the Hurrican's Eye: A Supraparadigmatic Integrative Model, Journal of Psychotherapy Integration (1997)
- Psicotherapia Integrativa: Delimitación Clinica, 2001
- Biblioterapia para el Desarrollo Clinica, 2004
- (gemeinsam mit Hector Fernández-Alvarez:) La Integración en Psicotherapia: Manual de Aplicaciones, Barcelona 2004
- (Co-Autor:) Historia de la Investigación Cientifica en Psicologia en Chile, V. 2, 2007

sowie zahlreiche wissenschaftliche Beiträge in Fachpublikationen und Periodika.